# 島松山

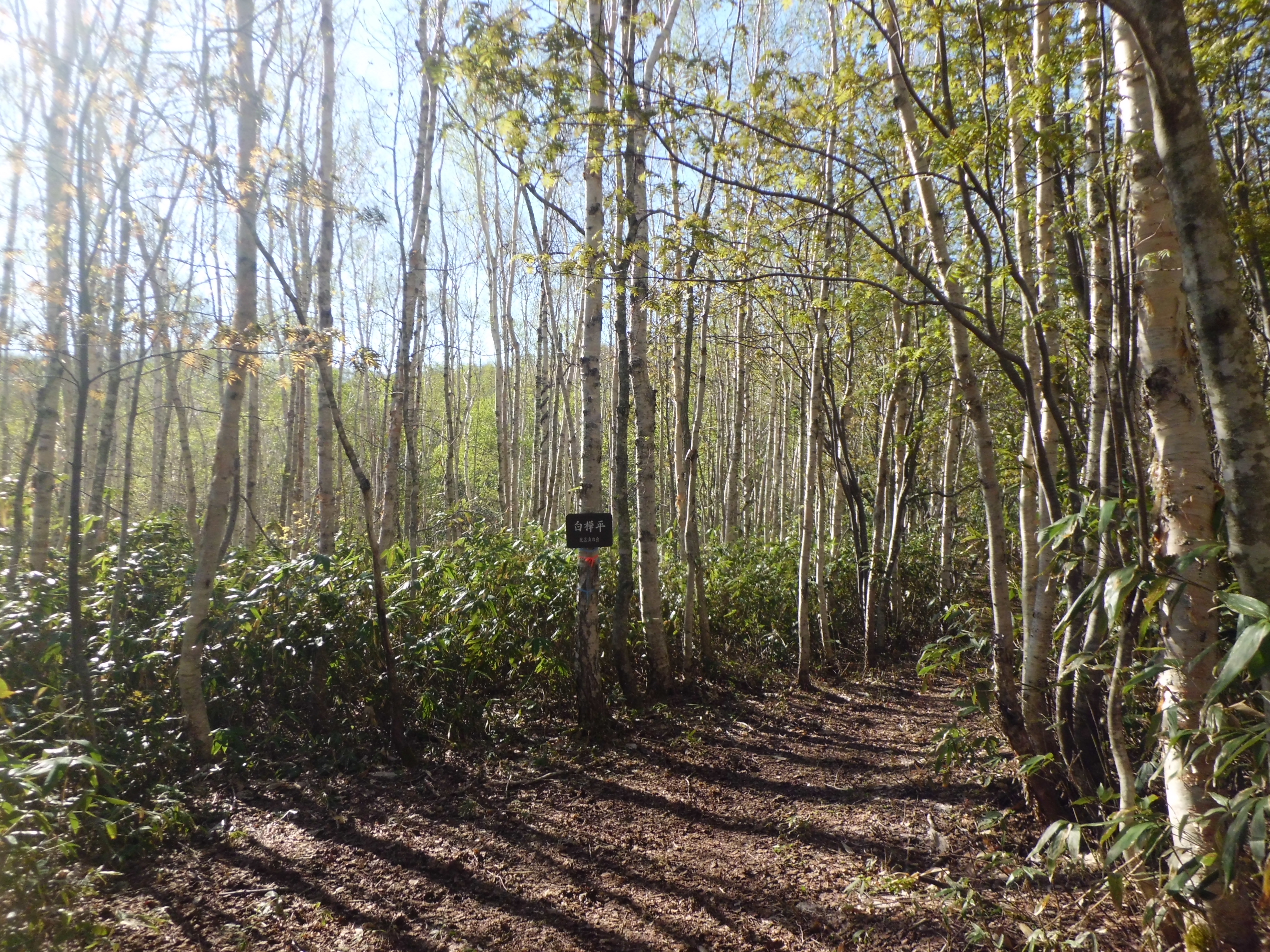
北広山登山道中の「白樺平」

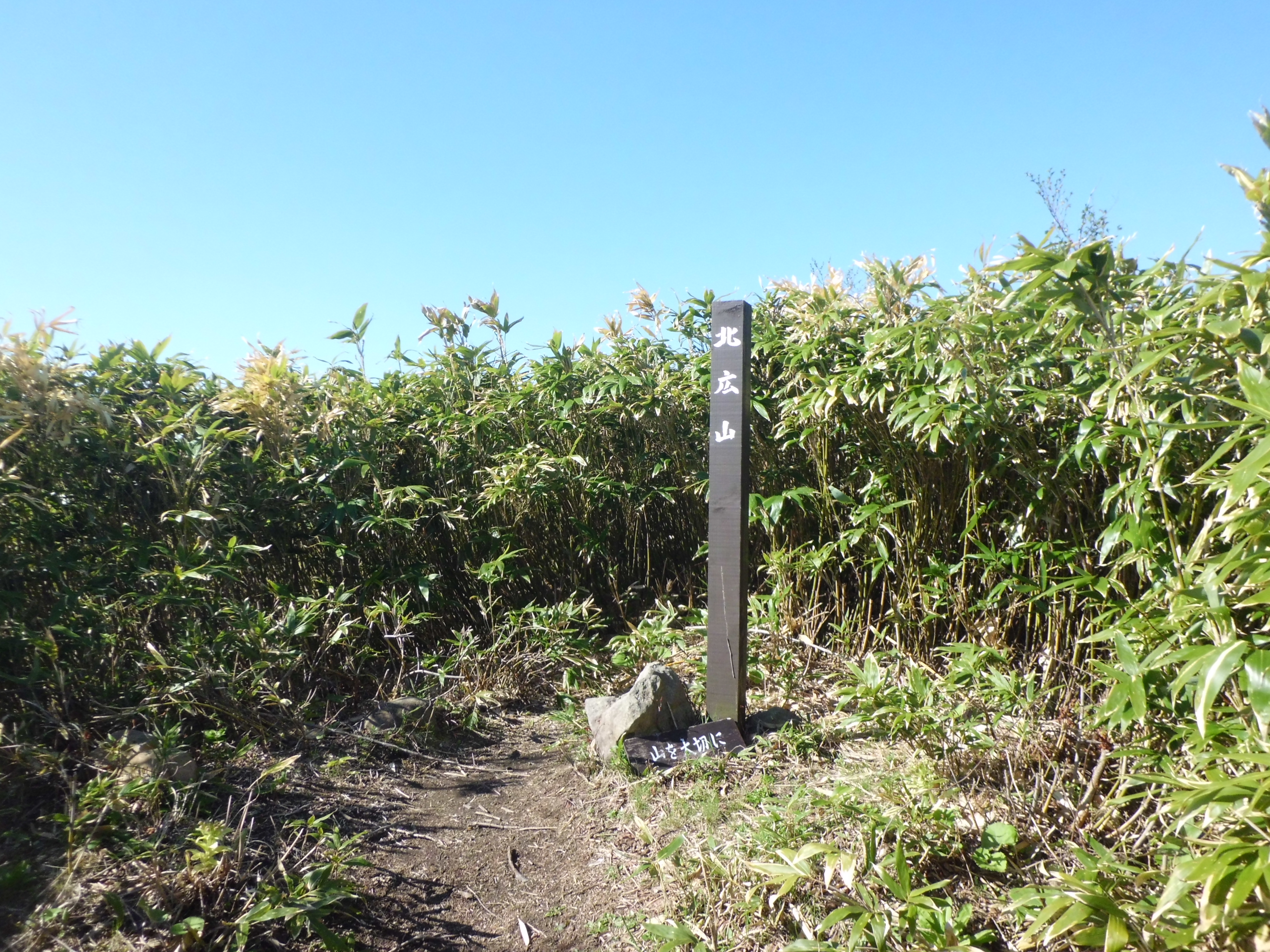
北広山 山頂

島松山（しままつやま）は北海道恵庭市・北広島市・札幌市清田区の境界上にある山。
山麓一帯は自衛隊の演習場になっている。特に山頂はレーダーサイトがあるため柵で囲まれており、一般人の立入は禁じられている。標高492.8メートルとされるが、レーダーサイトの造成に山頂を削ったといわれ、古い地図では512.2メートルと記すものがある。
登山道は北海道道790号仁別大曲線起点のさらに奥から続いているが、前述の通り山頂にはたどり着けないため、最高到達点の487.8メートルをもって北広山（きたひろやま）と呼ばれている。
山菜採りの適地として知られ、春先にはにぎわう。むしろ登山目的で訪れる人のほうが少ない。